# Ceferino Calderón
Ceferino Calderón Díaz (Alfoz de Lloredo, Cantabria, 23 de agosto de 1843 - Torrelavega, Cantabria, 3 de agosto de 1928) fue un religioso español.

## Biografía
Tras ordenarse sacerdote, entre 1867 y 1879 fue profesor del Seminario de Monte Corbán y párroco de Torrelavega entre 1879 y 1910, año en que fue nombrado canónigo en el Arzobispado de Burgos. Durante su sacerdocio en Torrelavega se construyó la iglesia de La Asunción y se creó el periódico El Adalid, cuya línea editorial era la ortodoxia católica ante el avance anticlerical de la prensa de la época.